# Avatar: The Last Airbender – The Burning Earth
Avatar: The Last Airbender – The Burning Earth (Avatar: The Legend of Aang – The Burning Earth tại châu Âu) là trò chơi điện tử thuộc thể loại hành động – phiêu lưu phát hành năm 2007. Trò chơi được THQ Studio Australia phát triển (các phiên bản chính), cùng với Tose (cho DS) và Halfbrick (cho GBA), do THQ phát hành.
Trò chơi có mặt trên các nền tảng: Game Boy Advance, Nintendo DS, PlayStation 2, Wii và Xbox 360.

## Nội dung và cốt truyện
Trò chơi dựa trên nội dung Quyển 2: Thổ của loạt phim Avatar: The Last Airbender. Nội dung chính bao gồm:
1. Mở đầu: Đội Avatar đến một căn cứ của Thổ quốc, nơi họ đụng độ tướng Fong – người cố gắng kích hoạt trạng thái Avatar của Aang để lật đổ Hỏa quốc.
2. Tại Omashu (New Ozai): Nhóm giải cứu Appa và đấu trường Earth Rumble VI – nơi Aang gặp Toph và xác định cô là thầy dạy ngự thổ thuật tương lai.
3. Hành trình tiếp theo: Khám phá đầm lầy, nghiên cứu trong thư viện tại Omashu để tìm kế hoạch của Hỏa quốc, rồi giải cứu Appa tại hồ Laogai.
4. Đỉnh điểm: Báo tin cho Thổ Vương về kế hoạch khoan sâu và cùng nhóm ngăn chặn âm mưu này qua trận đánh với Azula và Zuko. Kết thúc mở khi Azula lên kế hoạch trả thù.[7]

Phiên bản này còn có thêm chế độ chơi đôi – người chơi có thể điều khiển hai nhân vật cùng lúc, trong đó xuất hiện cả Momo và Appa trong các trận chiến đặc biệt.

## Lối chơi
- Người chơi có thể chọn điều khiển các nhân vật như: Aang, Katara, Sokka, Toph, Zuko, Iroh, Jet, và cả Appa, Momo ở các phân đoạn đặc biệt.
- Nhân vật sử dụng các kỹ năng đặc trưng của mình (bẻ cong, chiến đấu bằng vũ khí…) và có khả năng sử dụng trạng thái Avatar – trạng thái tối thượng giúp tấn công mạnh trong các trận boss.

## Phát hành
Trò chơi được giới thiệu tại San Diego Comic-Con 2007 và phát hành vào mùa thu cùng năm. Đây là một trong những trò chơi cuối cùng được phát hành cho GBA ở châu Mỹ và châu Âu.

## Đón nhận và ảnh hưởng
- Trò chơi nhận được phản ứng trung bình từ giới phê bình, theo chỉ số trung bình trên Metacritic.
- Phiên bản Xbox 360 đặc biệt nổi tiếng vì dễ dàng đạt đủ 1000 điểm Achievement chỉ trong vài phút.[9]
- Trò chơi có doanh thu tốt, dẫn đến phần tiếp theo Avatar: The Last Airbender – Into the Inferno ra mắt năm 2008.